# Güijameer
Het Güijameer is een meer in Centraal-Amerika. Het meer ligt op de grens tussen Guatemala en El Salvador en heeft een oppervlakte van 45 km², waarvan ongeveer 32 km² binnen de landsgrenzen van El Salvador.
Het meer werd in het holoceen gevormd door een grote lavastroom uit de San Diegovulkaan die de oorspronkelijk drainage van de Güijadepressie blokkeerde. Het Güijameer wordt gevoed door de Ostúa, Angue en Cusmaparivieren, en wordt gedraineerd aan de zuidoostelijke oever door de río Desagüe, een zijrivier van de Lempa. Het meer wordt omgeven door drie vulkaankegels, die van de Mita, San Diego en Cerro Quemado. Aan de Salvadoreense kant van het meer bevinden zich een aantal kleine eilanden – Teotipa, Cerro de Tule en Iguatepec – waar een aanzienlijke hoeveelheid resten van precolumbiaans aardewerk is gevonden sinds daar in 1924 een begin is gemaakt met archeologische opgravingen.
Vanwege het belang van het Güijameer en omliggend gebied voor watervogels werd het op 16 december 2010 toegevoegd aan de lijst van Ramsargebieden. 
Eerder, op 21 december 1992, was het gebied al opgenomen in de voorlopige nominatielijst van gemengd (cultureel en natuurlijk) UNESCO werelderfgoed.